# Kissinger Straße 131 (Reiterswiesen)

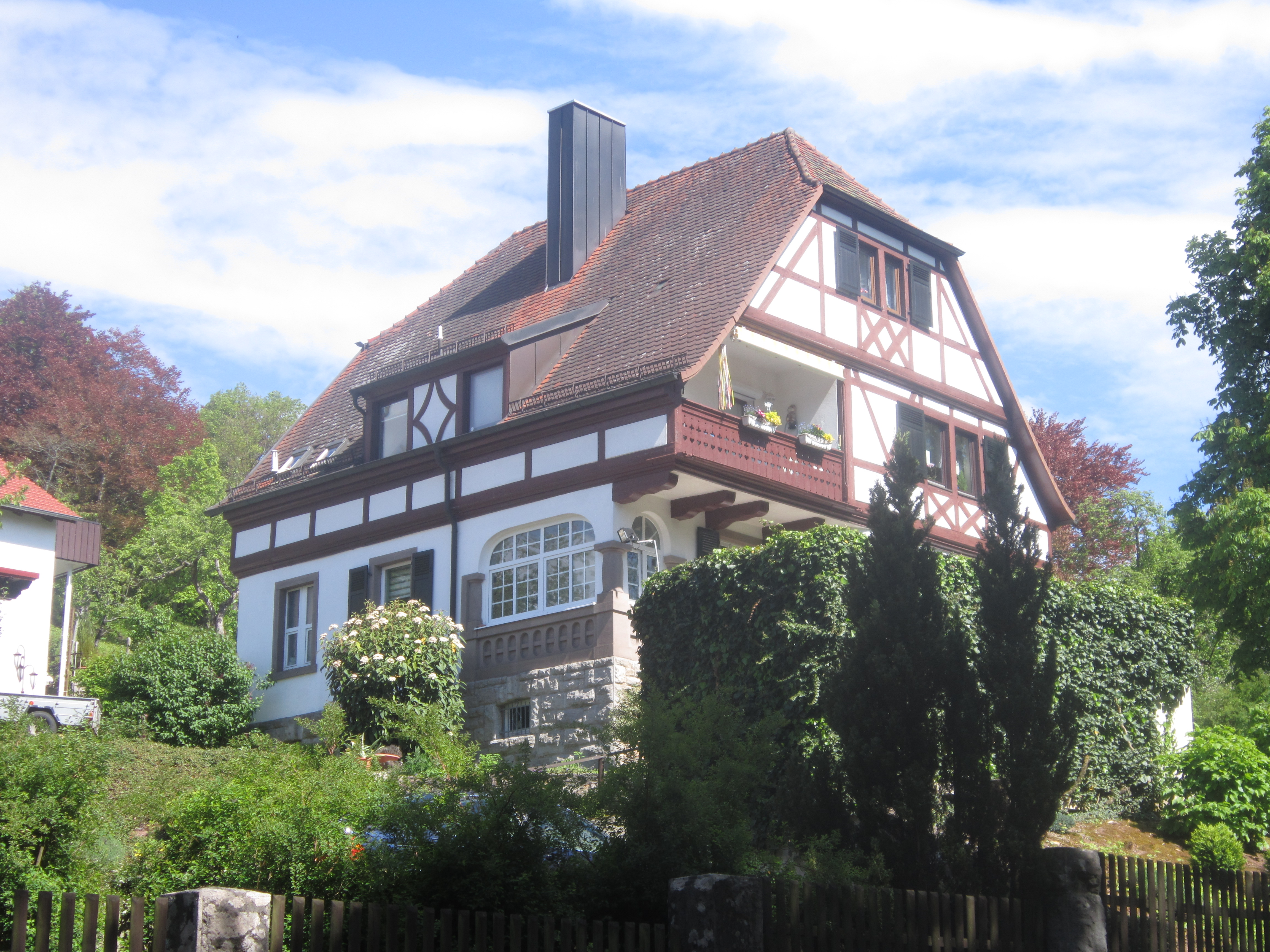
Villa

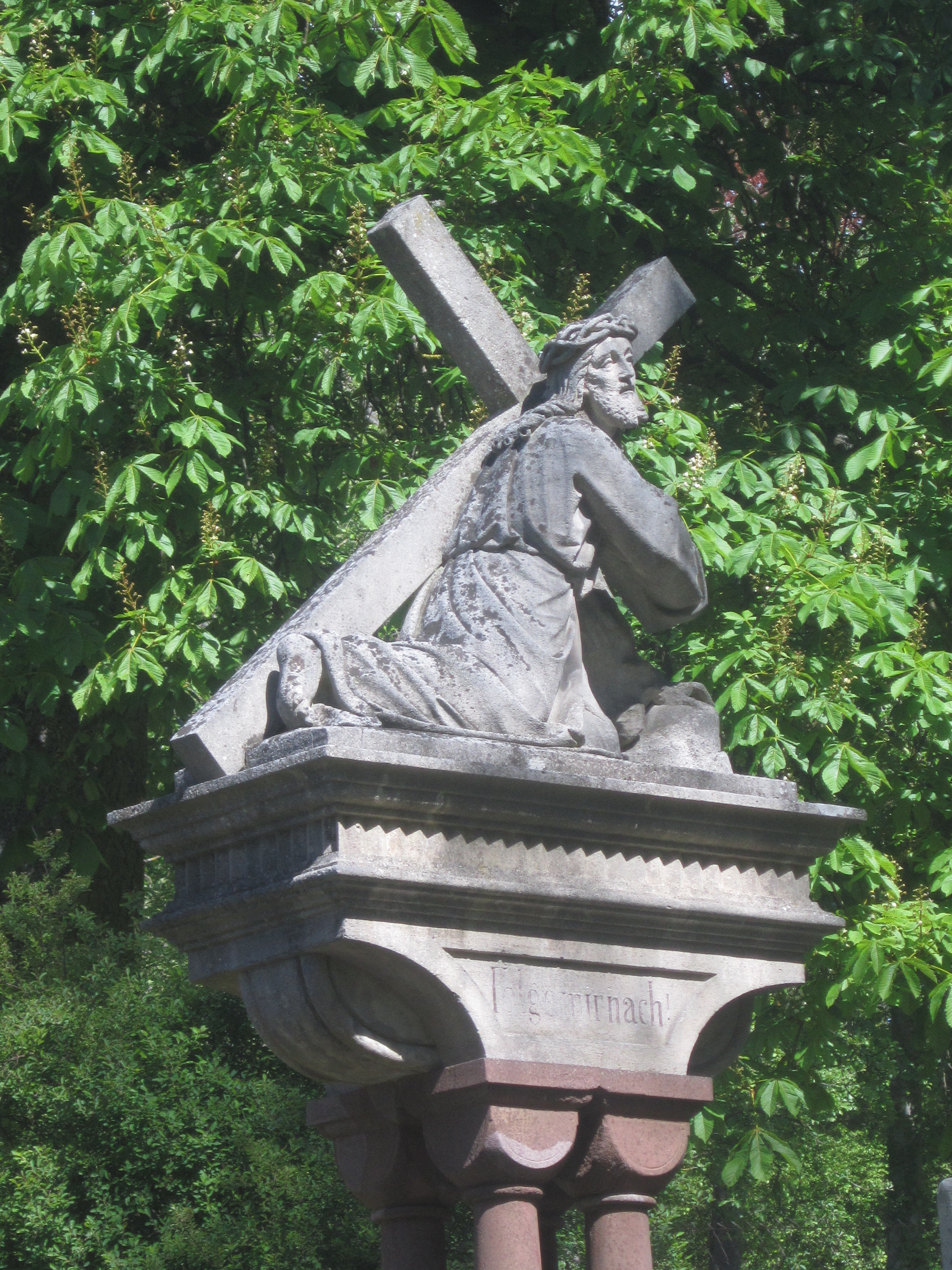
Kreuzschlepper

An der Adresse Kissinger Straße 131  in Reiterswiesen, einem Stadtteil von Bad Kissingen, der Großen Kreisstadt des unterfränkischen Landkreises Bad Kissingen, befinden sich eine Villa und ein Kreuzschlepper. Beide gehören zu den Bad Kissinger Baudenkmälern und sind unter den Nummern D-6-72-114-391 (Villa) und D-6-72-114-235 (Kreuzschlepper) in der Bayerischen Denkmalliste registriert.

## Geschichte

### Villa
Das Anwesen Villa Josefine mit Halbwalmdach entstand um das Jahr 1905 oder 1911. Es wurde von Architekt Fritz im Jugendstil erbaut. Der Landhausstil, eine modernere Variante des Jugendstils, äußert sich in dem Kniestock und den schlichten Fachwerkkonfigurationen im Obergeschoss des Anwesens, die ländliche Werte repräsentieren sollen.

### Kreuzschlepper
Der etwa 4,50 Meter hohe Kreuzschlepper aus Sandstein wurde um das Jahr 1900 vom Bad Kissinger Bildhauer Valentin Weidner errichtet. Die Figur steht auf vier 1,20 Meter hohen, im romanischen Stil gestalteten Säulen, trägt die Inschrift „Folge mir nach!“ und ist im 1,10 Meter hohen kantigem Sockelblock mit „V. Weidner sculp.“ signiert.
Der Kreuzschlepper befand sich ursprünglich in den Weinbergen an den Südhängen der Burgruine Botenlauben. Eine Enkelin des Bildhauers (Tochter von Weidners Tochter Betty) übergab ein Modell des Kreuzschleppers im Zuge der Valentin-Weidner-Ausstellung als Schenkung der Stadt Bad Kissingen. Das Modell bekam später einen Ehrenplatz am Kamin des Sitzungszimmers im Alten Rathaus.